# Ovidiu Bufnilă
Ovidiu Bufnilă (n. 15 august 1957, Târgu Ocna, România) este un eseist și prozator român de science-fiction. A absolvit Facultatea de Mecanică din Galați, promoția 1981.

## Activitate publicistică
Ovidiu Bufnilă publică eseuri despre imagine și ficțiune în reviste și publicații din România și străinătate: Cronica, Tribuna, Magazin, Magazin Internațional, România literară, Cronica Română, Ateneu, Convorbiri literare, String, Nautilius, Paradox, Helion, Ziarul de duminică, Contrapunct, Opinia studențească, Dialog, Jurnalul SF, Gazeta SF, Supernova, Univers, Fantastic Magazin, Vatra, Arc, ArtPanorama, Jurnalul de Imagine, Ziarul de Bacău, Ing, Deșteptarea, Știință și tehnică, Ultima Oră, Monitorul de Bacău, Telegraf, Libertatea, Luceafărul, Manager Club, Jurnalul de Imagine, Orientări, Ficțiuni Omnibooks, Calende, Agora, Argus, Taj Mahal (India), The Blooter (SUA), Curierul Național etc.
Antologii la editurile: Nemira, ALL, Mediatech, Dacia, Junimea, Știință și Tehnică, Albatros etc.
Publică în reviste digitale în: SUA, Rusia, Argentina, Italia, Australia, India, Danemarca, România, Olanda, Franța, Marea Britanie, Lituania, Ungaria, Brazilia, Canada, China etc.

## Premii
- - Premiul pentru eseu de imagine, Festivalul "Mihail Sadoveanu", Piatra Neamț, 1985
- - Premiul pentru proză SF, România literară, 1983
- - Premiul pentru cel mai bun roman românesc SF, Jazzonia, 1993
- - Premiul pentru cea mai bună povestire SF din România, Mandhala, 2001
- - Premiul pentru scenariu SF, Pataggonia, 2001 acordat de editura "Vivien" din New York și Asociația bedefililor din România
- - Premiul "Sigma" 2002 pentru excelență în SF
- - Premiul "Sigma" 2002 pentru cel mai bun roman românesc SF, "Cruciada lui Moreaugarin"
- - Premiul de onoare pentru eseul despre filozofia războiului modern, 2002, revista "BetterKarma", SUA, acordat de cititorii americani
- - Premiul special pentru literatură, revista "Clouds", New York, 2002
- - Premiul al III-lea la Concursul Internațional de Decriptare "Moon Radio", Marea Britanie, 2003
- - Marele Premiu pentru întreaga activitate jurnalistică la Galele Jurnalismului "Constantin Baran", Bacău etc.

## Film
- Bariera, 1994, primul film SF al Televiziunii Române după ficționalul cu același nume

## Ediții speciale
- număr special "Bufnilă", Jurnalul SF, 1994
- număr special "Bufnilă", Imparțial, 1999
- număr special "Bufnilă", revista "Fantasya", 2000

## Lucrări scrise

### Cărți publicate
- Jazzonia, roman, ed. "Plumb", 1992
- Moartea purpurie, povestiri, ed. "Brâncuși", Colecția Science Fiction nr. 10, 1995[4][5]
- Cruciada lui Moreaugarin, roman, ed. "Pygmalion", 2001
- Cadavre de lux, roman, fundația "Noesis"; www.noesis.ro. Publicat în serial în Jurnalul SF (1993 și/sau 1994)
- Inelul magic, povestiri, ed. "Liternet", 2002; www.liternet.ro [6]
- Câmpuri magnetice, roman, ed. "Liternet", 2002; www.liternet.ro
- Meduza, roman, Proscris, 2003
- Norii, ed. "Liternet", 2005; www.liternet.ro[7]
- Ușa care se deschide, 2018, Editura "Berg", București

### Povestiri
- „Penelopa” (1985) - publicată în colecția de povestiri O planetă numită anticipație, Editura Junimea
- „Trei pisici albe pe acoperiș” (1985) - publicată în colecția de povestiri Avertisment pentru liniștea planetei, Editura Albatros, Fantastic Club
- „Un aspect fundamental al opțiunii” (1985) - publicată în colecția de povestiri Nici un zeu în cosmos: culegere de texte de anticipație pe teme ateiste, Editura Politică
- „Mânie și prejudecată” (1986) - publicată în colecția de povestiri Povestiri despre invențiile mileniului III, Editura Științifică și Enciclopedică
- „Povestind, cel care doarme” (1986) - publicată în colecția de povestiri Povestiri ciberrobotice, Editura Științifică și Enciclopedică
- „Răscoala” (1987) - publicată în colecția de povestiri Cosmos XXI: întîmplări dintr-un univers al păcii, Editura Politică
- „Șapte oameni cu joben” (1990) - publicată în colecția de povestiri La orizont, această constelație..., Editura Albatros, Fantastic Club
- „Australia, a Story” (în engleză, 2018) - publicată în AntipodeanSF, nr. 236, martie 2018, ed. Ion Newcombe
- „Cruciada lui Moreaugarin” (1994) - publicată în colecția de povestiri Antologia Science-Fiction Nemira '94, Editura Nemira, Colecția Nautilus, nr. 50
- „Legiunea Diavolului” (1995) - publicată în colecția de povestiri Antologia Science-Fiction Nemira '95, Editura Nemira, Colecția "Nautilus", nr. 81-82

## Vezi și
- La orizont această constelație (1990)